# Board of Ordnance

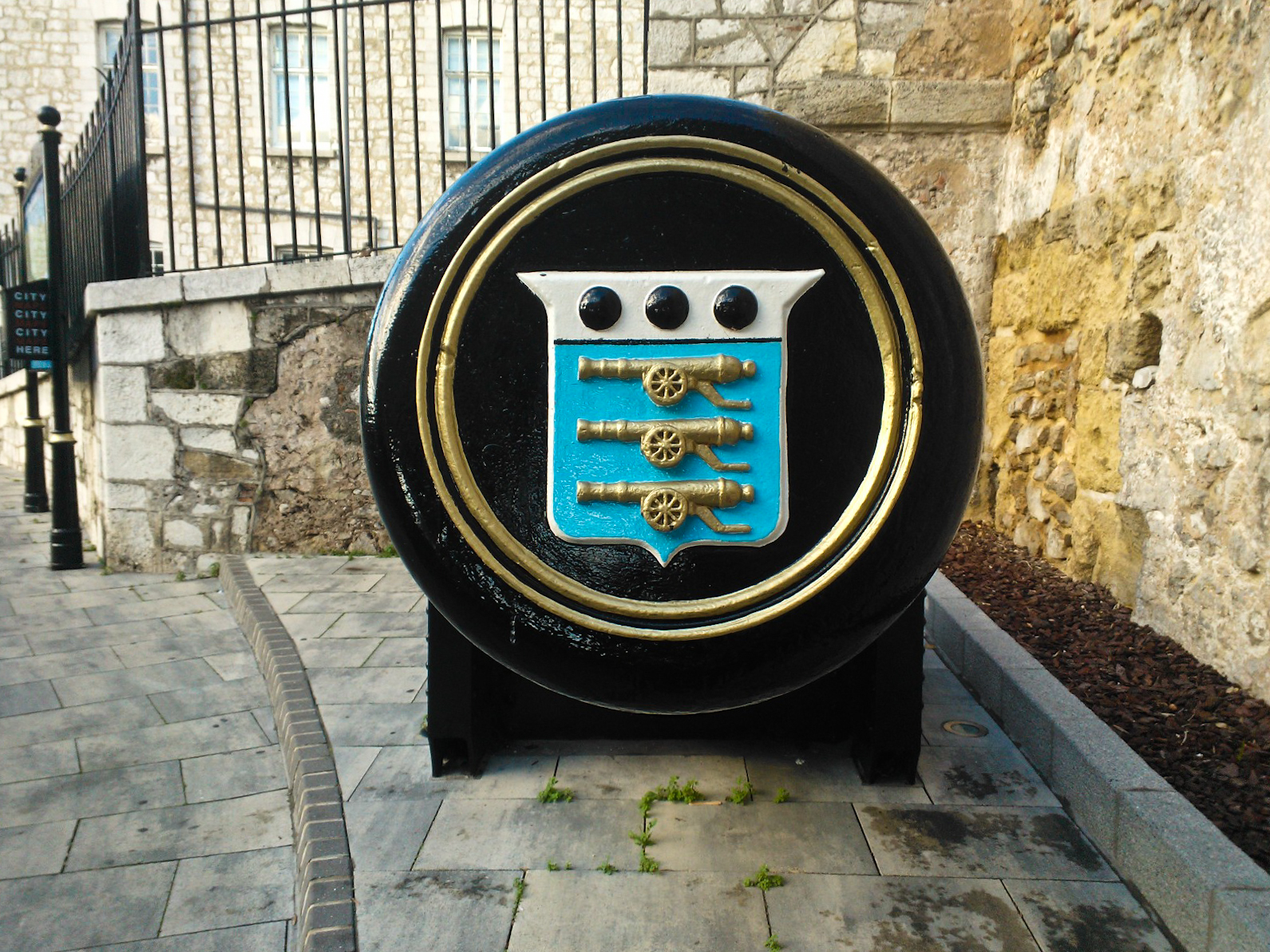
Escudo do Board of Ordnance preservado em um tampão de canhão em Gibraltar

O Board of Ordnance (algo como "Conselho de Ordenança") era um órgão do governo britânico. Fundado no período Tudor, teve sua sede na Torre de Londres. Suas responsabilidades primárias eram "atuar como custodiante das terras, depósitos e fortes necessários para a defesa do reino e suas possessões no exterior, e como fornecedor de munições e equipamentos para o Exército e a Marinha". O Conselho também mantinha e dirigia o corpo de Artilharia e Engenharia, que fundou no século XVIII. No século XIX, o Board of Ordnance era o segundo em tamanho, ficando atrás apenas do "HM Treasury" entre os departamentos do governo. O Conselho durou até 1855, altura em que (manchado pelo mau desempenho no abastecimento do Exército na Crimeia) foi dissolvido.

## Origens

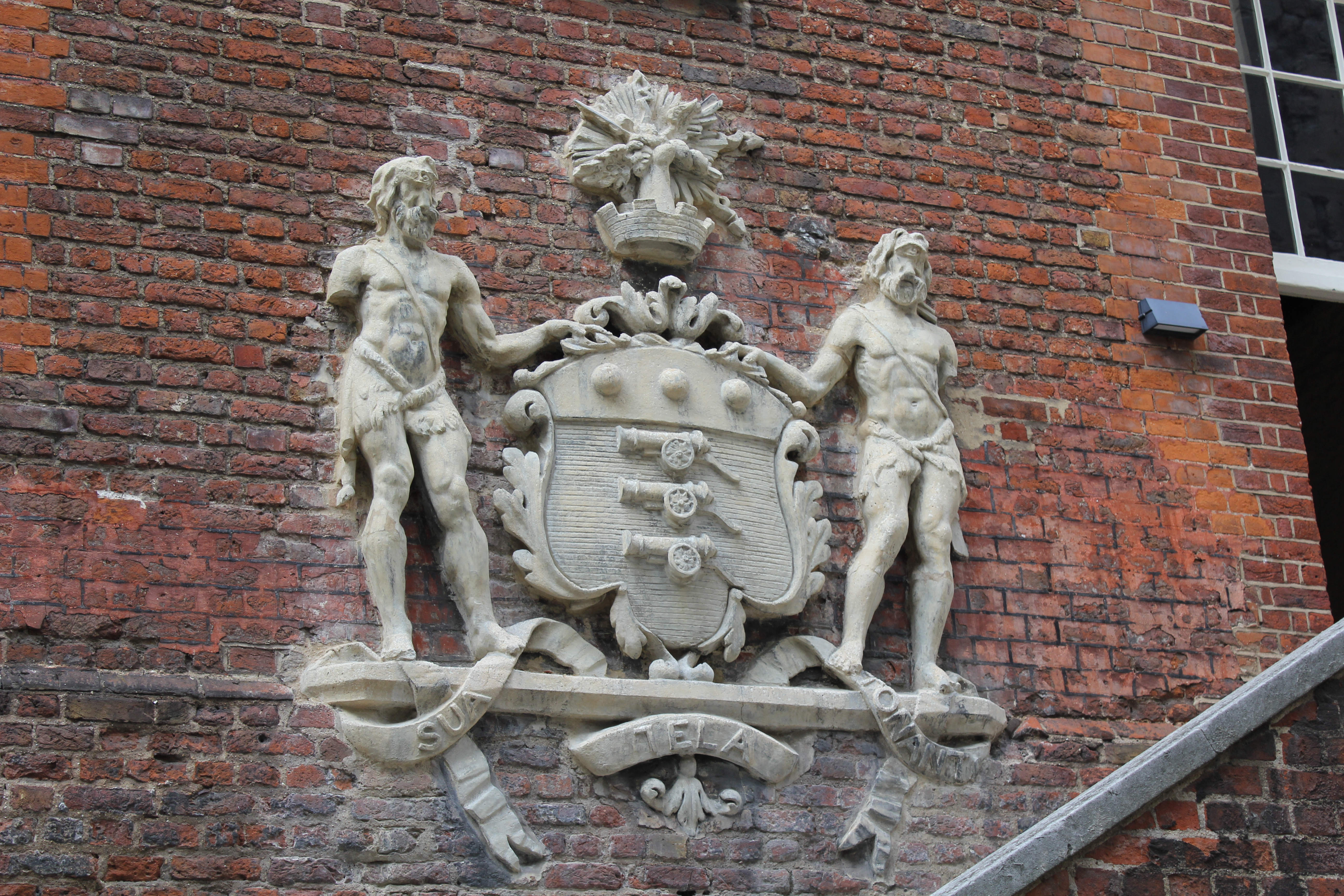
Escudo de armas completo, com brasão e apoios, na Torre de Londres

A introdução da pólvora na Europa levou a inovações em armas ofensivas, como canhões, e defesas, como fortificações. A partir da década de 1320, um membro da "Royal Household", uma espécie de "Guardião Real" ("Keeper of the Privy Wardrobe in the Tower of London"), a pessoa que ocupava esse cargo, tornou-se cada vez mais responsável pela aquisição, armazenamento e distribuição de armas. Seu escritório e arsenal principal estavam localizados na "White Tower". Essa "Ordenança Privada na Torre" cresceu, tanto em tamanho quanto em importância, após o início da Guerra dos Cem Anos.
Durante o século seguinte, a influência do "Guardião Privado" e sua equipe diminuiu, e nenhum novo Guardião foi nomeado depois de 1476. Em seu lugar, um distinto "Office of Ordnance" começou a se estabelecer na Torre; este corpo era responsável por armas de fogo e artilharia, e foi administrado na década de 1460 por um Mestre, um Escriturário e um Yeoman. Na década de 1540, durante o reinado de Henrique VIII, o "Ordnance Office" foi ampliado, com novos oficiais nomeados e suas principais funções esclarecidas.
Em 1671, o "Office of Ordnance" assumiu o trabalho do "Office of Armory" na Torre; o "Armory" era um corpo paralelo que era originalmente responsável por armaduras e armas de lâmina, mas suas atividades haviam se ampliado gradualmente com o tempo, causando um certo grau de duplicação. Nessa época, o "Ordnance Office" também começou a supervisionar os fortes e fortificações do país. Em 1683, o conselho de administração (reunido pela primeira vez em 1597) foi formalmente constituído como o "Board of Ordnance" por mandado do rei Carlos II; consistia em cinco diretores principais reunidos sob a presidência do Mestre-Geral. Ao mesmo tempo, foi dada uma nova constituição ('Instruções') por Lord Dartmouth, o Mestre Geral. Essas instruções detalhadas continuaram, com relativamente poucas mudanças, a fornecer a estrutura de trabalho para o Conselho e seus dirigentes até o início do século XIX. O Conselho era um órgão de decisão, respondendo ao Mestre Geral que tinha poder de veto. (Ele também tinha poderes para agir independentemente do Conselho). Eles eram obrigados a se encontrar pelo menos duas vezes por semana (8h todas as terças e quintas-feiras) na Torre para fazer negócios.

## O Ordnance Board noséculo XX

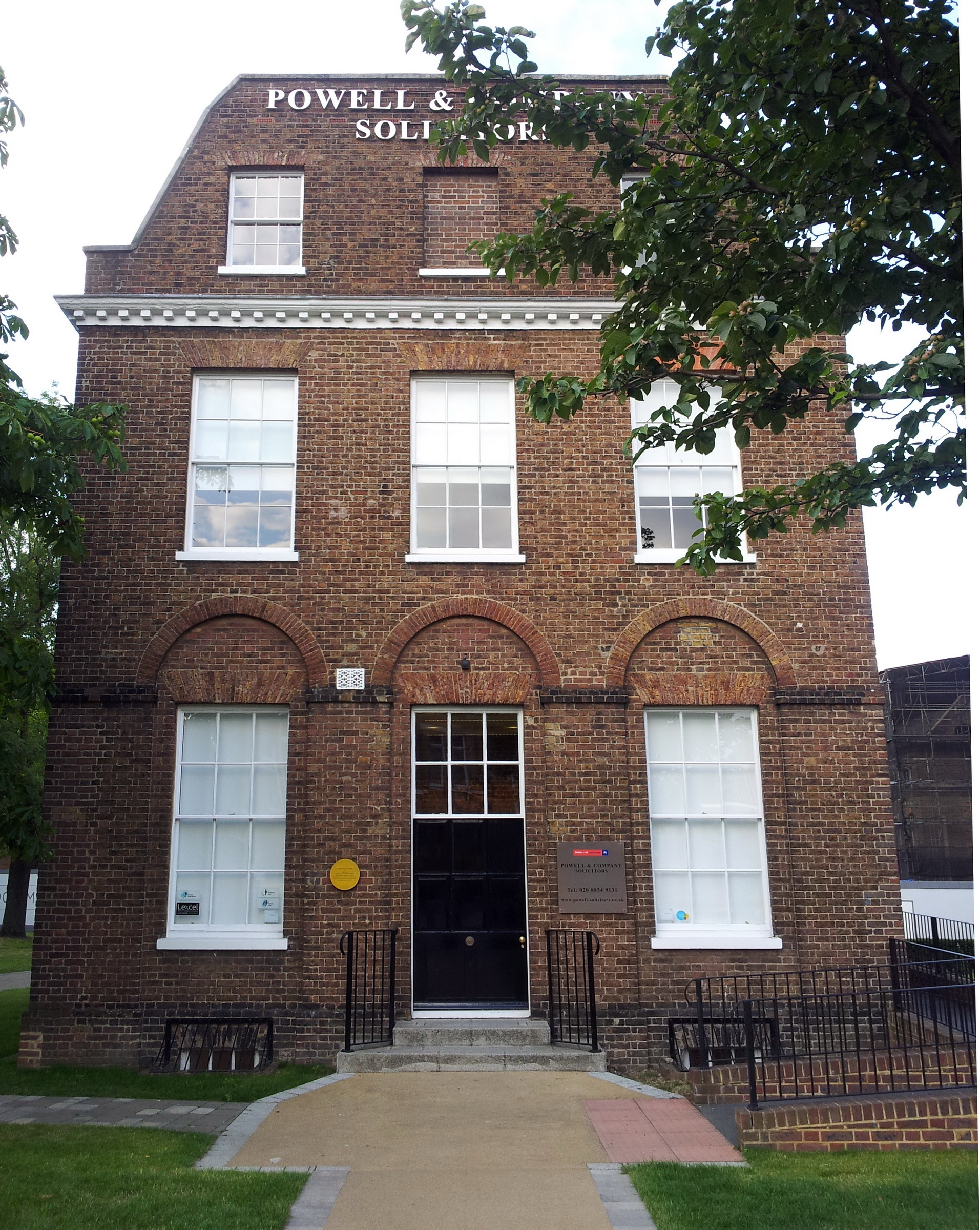
A "Verbruggen House" no Royal Arsenal: sede do "Ordnance Board/Committee" até 1939

Cerca de cinquenta anos após a desativação do antigo Conselho, após a inquietação após a Segunda Guerra dos Bôeres de que o Exército Britânico estava mal equipado, um novo corpo chamado Conselho de Artilharia foi criado dentro do Gabinete de Guerra. Consistia em um comitê de especialistas em munições, cujo objetivo era assessorar o recém-formado "Army Council" sobre a segurança e a aprovação de armas.
O novo Conselho teve sua origem no "Select Committee of Artillery Officers", formado pelo "Board of Ordnance" original em 1805 "para auxiliar na elaboração de pareceres sobre quaisquer invenções e sugestões de particulares, bem como todas as melhorias que possam ser propostas para o aprimoramento do Serviço de artilharia".
Após a extinção do "Board of Ordnance", o Secretário de Estado da Guerra revisou e reconstituiu o "Ordnance Select Committee" (desta vez incluindo a representação naval). Ele continuou a receber, relatar e experimentar invenções ou melhorias apresentadas ao Secretário de Estado relacionadas com armas e pólvora até 1869, quando foi dividido em dez subcomitês supervisionados por um "Council of Ordnance" (um arranjo que causou confusão, e que caiu em suspenso no ano seguinte, exceto no nome).
Em 1881, o "Ordnance Committee" foi reformado, com uma atribuição estendida para aprovar projetos para manufatura, além de considerar invenções e conduzir experimentos.
Foi renomeado para "Ordnance Board" em 1908, tendo se fundido com o "Ordnance Research Board". Outras amalgamações levaram a novas mudanças de nome: de volta ao "Ordnance Committee" em 1915 (após o que, durante a Primeira Guerra Mundial, fazia parte do "Ministry of Munitions"), e de volta ao "'Ordnance Board" em 1939 (após o que, durante a Segunda Guerra Mundial, passou a fazer parte do "Ministry of Supply").

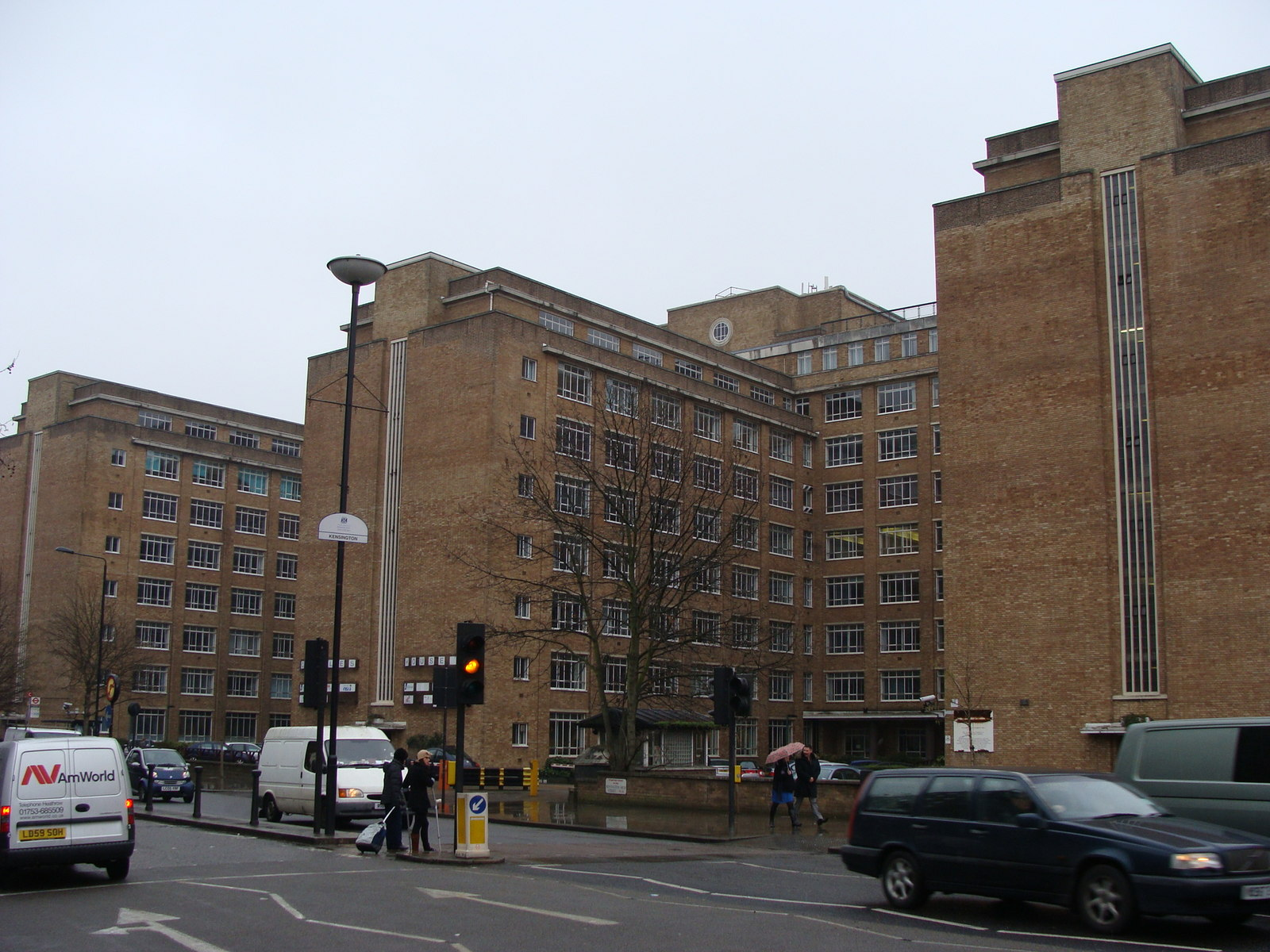
A "Charles House", em Kensington: sede do "Ordnance Board" a partir de 1950

Até 1939, o "Ordnance Board" (como o "Ordnance Select Committee" antes dele) era baseado no Royal Arsenal, em Verbruggen House. O Conselho trabalhou em estreita colaboração com o "Proof and Experimental Establishment", com o "Research Department" e com o "Design Department" (que mais tarde se fundiu para formar o "Royal Armament Research and Development Establishment" - RARDE), todos os quais estavam igualmente sediados no Arsenal Real até 1939; também tinha ligações estreitas com o "Inspection (ou Quality Assurance) Department", que permaneceu no Arsenal na década de 1990.
Com a eclosão da guerra, o Ordnance Board mudou-se para Kemal Manor em Chislehurst como parte da dispersão dos departamentos de Woolwich; (em 1950 mudou-se novamente para a "Charles House" na "Kensington High Street"). Após a guerra, o Ordnance Board continuou a fornecer aconselhamento independente e confiável sobre o desenvolvimento e projeto de armas, munições e explosivos; os cargos de Presidente do Conselho e de dois Vice-presidentes foram alternados entre os três serviços.
O Ordnance Board e seu nome sobreviveram no Ministry of Defence (MoD) até meados da década de 1990, quando foi renomeado para "Defense Ordnance Safety Group".